# Gioconda Belliová
Gioconda Belliová Pereirová (* 9. prosince 1948 Managua) je nikaragujská básnířka, prozaička a publicistka.
Pochází ze zámožné a vzdělané rodiny italského původu. Studovala žurnalistiku ve Španělsku a USA, po návratu do vlasti pracovala v reklamní agentuře. V roce 1970 otiskla v literární příloze deníku La Prensa první básně a v roce 1972 jí vyšla debutová sbírka Sobre la grama. Podporovala levicovou politiku a počátkem sedmdesátých let se přidala k odboji proti diktatuře Somozova klanu. V letech 1975 až 1979 žila v exilu v Mexiku. Po nástupu Sandinistů k moci podpořila nové poměry, pracovala v tiskovém oddělení FSLN, ve svazu nikaragujských spisovatelů a ve vládním deníku Barricada. Postupně se však dostávala do konfliktů s tvrdě marxistickým režimem a koncem osmdesátých let přešla na stranu opozice. Obvinila Daniela Ortegu ze zmanipulování výsledků prezidentských voleb v listopadu 2016 a v roce 2021 odešla do emigrace do Španělska. V roce 2023 jí bylo soudně odňato nikaragujské občanství a zabaven majetek, získala pak občanství Chile.
Spiovatelka se hlásí k feminismu i magickému realismu. Její juvenilní poezie provokovala v konzervativní nikaragujské společnosti svým otevřeně erotickým zaměřením. V roce 1988 vydala první román La mujer habitada vyznačující se autobiografickým námětem i postmoderním stylem, který byl přeložen do osmi jazyků. Další její úspěšný román El país de las mujeres se odehrává v zemi, kde se k moci dostane „Levicová erotická strana“. V roce 2008 vydala katalánská jazzová zpěvačka Carme Canela desku se zhudebněnými básněmi Giocondy Belliové. 
V roce 1978 jí byla udělena Premio Literario Casa de las Américas, v roce 1987 Anna Seghers-Preis a v roce 2008 Premio Biblioteca Breve. Byla přijata do Academia Nicaragüense de la Lengua a vystoupila na festivalu PEN World Voices v New Yorku. V roce 2019 obdržela za obranu svobody slova Oxfam Novib/PEN Award.
Je potřetí vdaná a má čtyři děti. Její bratr Humberto Belli byl nikaragujským ministrem školství ve vládě Violety Chamorrové. 